# Mayarí
Mayarí è un comune di Cuba, situato nella provincia di Holguín.